# Сан Томазо (Пескара)
Сан Томазо (итал. San Tommaso) је насеље у Италији у округу Пескара, региону Абруцо.
Према процени из 2011. у насељу је живело 94 становника. Насеље се налази на надморској висини од 498 м.